# Olympische Sommerspiele 1972/Schwimmen – 100 m Brust (Männer)
Der Schwimmwettkampf über 100 Meter Brust der Männer bei den Olympischen Spielen 1972 in München wurde am 29. und 30. August ausgetragen.

## Ergebnisse

### Vorläufe

#### Vorlauf 1
| Rang | Athlet           | Nation             | Zeit (min) | Anm. |
| ---- | ---------------- | ------------------ | ---------- | ---- |
| 1    | Mark Chatfield   | Vereinigte Staaten | 1:05,89    |      |
| 2    | Bill Mahony      | Kanada             | 1:07,14    |      |
| 3    | Bernard Combet   | Frankreich         | 1:08,08    |      |
| 4    | Paul Jarvie      | Australien         | 1:09,26    |      |
| 5    | Sokhon Yi        | Kambodscha         | 1:11,00    |      |
| 6    | Edmondo Mingione | Italien            | 1:11,75    |      |
| 7    | Morkal Faruk     | Türkei             | 1:13,86    |      |

#### Vorlauf 2
| Rang | Athlet            | Nation         | Zeit (min) | Anm. |
| ---- | ----------------- | -------------- | ---------- | ---- |
| 1    | Nikolai Pankin    | Sowjetunion    | 1:07,31    |      |
| 2    | Robert Stoddart   | Kanada         | 1:08,44    |      |
| 3    | Malcolm O’Connell | Großbritannien | 1:09,33    |      |
| 4    | Sándor Szabó      | Ungarn         | 1:09,68    |      |
| 5    | Gustavo Salcedo   | Mexiko         | 1:10,17    |      |
| 6    | Jean-Pierre Dubey | Schweiz        | 1:10,31    |      |
| 7    | Cezary Śmiglak    | Polen          | 1:10,53    |      |

#### Vorlauf 3
| Rang | Athlet             | Nation             | Zeit (min) | Anm. |
| ---- | ------------------ | ------------------ | ---------- | ---- |
| 1    | David Wilkie       | Großbritannien     | 1:06,35    |      |
| 2    | Tom Bruce          | Vereinigte Staaten | 1:06,45    |      |
| 3    | Klaus Katzur       | DDR                | 1:07,36    |      |
| 4    | Wladimir Kossinski | Sowjetunion        | 1:07,39    |      |
| 5    | Ammante Jalmaani   | Philippinen        | 1:09,28    |      |
| 6    | Steffen Kriechbaum | Österreich         | 1:09,87    |      |
| 7    | Bruno Bassoul      | Libanon            | 1:19,94    |      |

#### Vorlauf 4
| Rang | Athlet              | Nation         | Zeit (min) | Anm. |
| ---- | ------------------- | -------------- | ---------- | ---- |
| 1    | Nobutaka Taguchi    | Japan          | 1:06,07    |      |
| 2    | José Sylvio Fiolo   | Brasilien      | 1:06,23    |      |
| 3    | Rainer Hradetzky    | DDR            | 1:08,67    |      |
| 4    | Liam Ball           | Irland         | 1:09,68    |      |
| 5    | Andreas Hellmann    | BR Deutschland | 1:10,13    |      |
| 6    | Karl Christian Koch | Dänemark       | 1:11,27    |      |
| 7    | Piero Ferracuti     | El Salvador    | 1:16,74    |      |
|      | Antonio Aguerrevere | Venezuela      | DNS        |      |

#### Vorlauf 5
| Rang | Athlet                | Nation             | Zeit (min) | Anm. |
| ---- | --------------------- | ------------------ | ---------- | ---- |
| 1    | John Hencken          | Vereinigte Staaten | 1:05,96    |      |
| 2    | Roger-Philippe Menu   | Frankreich         | 1:08,63    |      |
| 3    | Mike Whitaker         | Kanada             | 1:08,86    |      |
| 4    | Felipe Muñoz          | Mexiko             | 1:08,95    |      |
| 5    | Pedro Balcells        | Spanien            | 1:09,37    |      |
| 6    | Alfredo Hunger        | Peru               | 1:11,44    |      |
| 7    | Theodoros Koutoumanis | Griechenland       | 1:12,05    |      |
| 8    | Rudi Vingerhoets      | Belgien            | 1:12,59    |      |

#### Vorlauf 6
| Rang | Athlet             | Nation         | Zeit (min) | Anm. |
| ---- | ------------------ | -------------- | ---------- | ---- |
| 1    | Walter Kusch       | BR Deutschland | 1:06,95    |      |
| 2    | Wiktor Stulikow    | Sowjetunion    | 1:08,18    |      |
| 3    | Michael Günther    | BR Deutschland | 1:08,93    |      |
| 4    | Osvaldo Boretto    | Argentinien    | 1:09,64    |      |
| 5    | János Tóth         | Ungarn         | 1:10,02    |      |
| 6    | Angel Tschakarow   | Bulgarien      | 1:10,34    |      |
| 7    | Paul Naisby        | Großbritannien | 1:11,05    |      |
| 8    | Guðjón Guðmundsson | Island         | 1:11,11    |      |

### Halbfinale

#### Halbfinale 1
| Rang | Athlet            | Nation             | Zeit (min) | Anm. |
| ---- | ----------------- | ------------------ | ---------- | ---- |
| 1    | John Hencken      | Vereinigte Staaten | 1:05,68    | WR   |
| 2    | José Sylvio Fiolo | Brasilien          | 1:05,99    |      |
| 3    | Tom Bruce         | Vereinigte Staaten | 1:06,05    |      |
| 4    | Klaus Katzur      | DDR                | 1:06,82    |      |
| 5    | Bill Mahony       | Kanada             | 1:07,06    |      |
| 6    | Bernard Combet    | Frankreich         | 1:07,76    |      |
| 7    | Robert Stoddart   | Kanada             | 1:08,61    |      |
| 8    | Rainer Hradetzky  | DDR                | 1:09,49    |      |

#### Halbfinale 2
| Rang | Athlet              | Nation             | Zeit (min)  | Anm. |
| ---- | ------------------- | ------------------ | ----------- | ---- |
| 1    | Nobutaka Taguchi    | Japan              | 1:05,13 min | WR   |
| 2    | Walter Kusch        | BR Deutschland     | 1:05,78     |      |
| 3    | Nikolai Pankin      | Sowjetunion        | 1:06,08     |      |
| 4    | Mark Chatfield      | Vereinigte Staaten | 1:06,08     |      |
| 5    | David Wilkie        | Großbritannien     | 1:06,25     |      |
| 6    | Wiktor Stulikow     | Sowjetunion        | 1:06,66     |      |
| 7    | Wladimir Kossinski  | Sowjetunion        | 1:07,08     |      |
| 8    | Roger-Philippe Menu | Frankreich         | 1:07,75     |      |

### Finale
| Rang | Athlet            | Nation             | Zeit (min) | Anm. |
| ---- | ----------------- | ------------------ | ---------- | ---- |
| 1    | Nobutaka Taguchi  | Japan              | 1:04,94    | WR   |
| 2    | Tom Bruce         | Vereinigte Staaten | 1:05,43    |      |
| 3    | John Hencken      | Vereinigte Staaten | 1:05,61    |      |
| 4    | Mark Chatfield    | Vereinigte Staaten | 1:06,01    |      |
| 5    | Walter Kusch      | BR Deutschland     | 1:06,23    |      |
| 6    | José Sylvio Fiolo | Brasilien          | 1:06,24    |      |
| 7    | Nikolai Pankin    | Sowjetunion        | 1:06,36    |      |
| 8    | David Wilkie      | Großbritannien     | 1:06,52    |      |